# Jan Kodeš
Jan Kodeš (* 1. März 1946 in Prag) ist ein ehemaliger tschechoslowakischer Tennisspieler. Er gewann zu Beginn der 1970er Jahre drei Grand-Slam-Turniere.

## Karriere
Kodeš' erster großer Triumph war auf dem Aschenplatz von Roland Garros in Paris bei den French Open. Er gewann dort 1970, als er Željko Franulović 6:2, 6:4 und 6:0 schlug. Im folgenden Jahr verteidigte er gegen Ilie Năstase seinen Titel, ehe er 1973 auf Gras in Wimbledon gewann. Zunächst verbuchte er einen Sieg im Halbfinale gegen Roger Taylor und setzte sich im anschließenden Finale gegen Alexander Metreweli durch. Kodeš konnte diese Siege in Paris und Wimbledon nicht mehr wiederholen, bei den Australian Open ist er nie angetreten. Bei den US Open in New York stand er in den Jahren 1971 und 1973 jeweils im Finale.
Seine höchste Ranglistenplatzierung war Position 4 im September 1973, insgesamt errang er acht Einzel- und 17 Doppeltitel. 1990 wurde er in die International Tennis Hall of Fame aufgenommen. Er bekam auch eine Fairplay-Auszeichnung von dem Tschechischen Olympischen Komitee.

## Erfolge
| Legende                              |
| Grand Slam (3)                       |
| Tennis Masters Cup World Doubles WCT |
| Grand Prix (24)                      |
| ATP Challenger Tour (2)              |

| ATP-Titel nach Belag |
| Hartplatz (4)        |
| Sand (21)            |
| Rasen (1)            |
| Teppich (1)          |

### Einzel

#### Turniersiege
| Nr. | Datum            | Turnier         | Belag     | Finalgegner         | Ergebnis           |
| --- | ---------------- | --------------- | --------- | ------------------- | ------------------ |
| 1.  | 1. Februar 1969  | Pittsburgh      | Sand      | Herb Fitzgibbon     | 8:6, 6:1           |
| 2.  | 6. April 1970    | St. Petersburg  | Sand      | Joaquín Loyo Mayo   | 6:3, 6:3, 6:3      |
| 3.  | 25. Mai 1970     | French Open (1) | Sand      | Željko Franulović   | 6:2, 6:4, 6:0      |
| 4.  | 19. April 1971   | Catania         | Sand      | Georges Goven       | 6:3, 6:0, 6:2      |
| 5.  | 24. Mail 1971    | French Open (2) | Sand      | Ilie Năstase        | 8:6, 6:2, 2:6, 7:5 |
| 6.  | 16. Oktober 1972 | Barcelona       | Sand      | Manuel Orantes      | 6:3, 6:2, 6:3      |
| 7.  | 19. Februar 1973 | Köln            | Teppich   | Brian Fairlie       | 6:1, 6:3, 6:1      |
| 8.  | 25. Juni 1973    | Wimbledon       | Rasen     | Alexander Metreweli | 6:1, 9:8, 6:3      |
| 9.  | 6. Oktober 1975  | Madrid          | Sand      | Adriano Panatta     | 6:2, 3:6, 7:6, 6:2 |
| 10. | 1. März 1976     | Basel           | Hartplatz | Jiří Hřebec         | 6:4, 6:2, 6:3      |

#### Finalteilnahmen
| Nr. | Datum             | Turnier       | Belag     | Finalgegner        | Ergebnis                 |
| --- | ----------------- | ------------- | --------- | ------------------ | ------------------------ |
| 1.  | 16. März 1969     | Barranquilla  | Sand      | Ilie Năstase       | 4:6, 4:6, 10:8, 6:2, 3:6 |
| 2.  | 7. April 1969     | Charlotte     | Sand      | Mark Cox           | 11:13, 2:6               |
| 3.  | 20. April 1970    | Rom (1)       | Sand      | Ilie Năstase       | 3:6, 6:1, 3:6, 6:8       |
| 4.  | 29. März 1971     | Nizza         | Sand      | Ilie Năstase       | 8:10, 9:11, 1:6          |
| 5.  | 10. Mai 1971      | Rom (2)       | Sand      | Rod Laver          | 5:7, 3:6, 3:6            |
| 6.  | 1. September 1971 | US Open (1)   | Rasen     | Stan Smith         | 6:3, 3:6, 2:6, 6:7       |
| 6.  | 30. Oktober 1971  | Stockholm     | Hartplatz | Arthur Ashe        | 1:6, 6:3, 2:6, 6:1, 4:6  |
| 7.  | 17. April 1972    | Nizza (1)     | Sand      | Ilie Năstase       | 0:6, 4:6, 3:6            |
| 8.  | 24. April 1972    | Rom (3)       | Sand      | Manuel Orantes     | 6:4, 1:6, 5:7, 2:6       |
| 9.  | 25. März 1973     | Vancouver     | Teppich   | Tom Gorman         | 6:3, 2:6, 5:7            |
| 10. | 27. August 1973   | US Open (2)   | Rasen     | John Newcombe      | 4:6, 6:1, 6:4, 2:6, 3:6  |
| 11. | 22. Oktober 1973  | Prag          | Hartplatz | Jiří Hřebec        | 6:4, 1:6, 6:3, 0:6, 5:7  |
| 11. | 29. April 1974    | Acapulco      | Teppich   | Tom Okker          | 2:6, 6:7                 |
| 12. | 10. März 1975     | Hampton       | Teppich   | Jimmy Connors      | 6:3, 3:6, 0:6            |
| 13. | 19. Mai 1975      | Hamburg       | Sand      | Manuel Orantes     | 6:3, 2:6, 2:6, 6:4, 1:6  |
| 14. | 26. Mai 1975      | Düsseldorf    | Sand      | Jaime Fillol       | 4:6, 6:1, 0:6, 5:7       |
| 15. | 7. Juli 1975      | Kitzbühel (1) | Sand      | Adriano Panatta    | 6:2, 2:6, 5:7, 4:6       |
| 16. | 5. April 1976     | Nizza (2)     | Sand      | Corrado Barazzutti | 2:6, 6:2, 7:5, 6:7, 6:8  |
| 17. | 12. Juli 1976     | Kitzbühel (2) | Sand      | Manuel Orantes     | 6:7, 2:6, 6:7            |
| 17. | 4. Oktober 1976   | Aviles        | Sand      | Željko Franulović  | 6:7, 1:6, 7:5, 6:7       |
| 18. | 11. Juli 1977     | Kitzbühel (3) | Sand      | Guillermo Vilas    | 7:5, 2:6, 6:4, 3:6, 2:6  |

### Doppel

#### Turniersiege

##### ATP Tour
| Nr. | Datum              | Turnier      | Belag     | Partner           | Finalgegner                          | Ergebnis                |
| --- | ------------------ | ------------ | --------- | ----------------- | ------------------------------------ | ----------------------- |
| 1.  | 9. August 1971     | Indianapolis | Sand      | Željko Franulović | Clark Graebner Erik van Dillen       | 7:6, 5:7, 6:3           |
| 2.  | 17. April 1972     | Nizza        | Sand      | Stan Smith        | Frew McMillan Ilie Năstase           | 6:3, 3:6, 7:5           |
| 3.  | 5. Juni 1972       | Hamburg (1)  | Sand      | Ilie Năstase      | Bob Hewitt Ion Țiriac                | 4:6, 6:0, 3:6, 6:2, 6:2 |
| 4.  | 17. September 1973 | Los Angeles  | Hartplatz | Vladimír Zedník   | Jimmy Connors Ilie Năstase           | 6:2, 6:4                |
| 5.  | 22. Oktober 1973   | Prag         | Hartplatz | Vladimír Zedník   | Róbert Machán Balázs Taróczy         | 7:6, 7:6                |
| 6.  | 25. März 1974      | Palm Desert  | Hartplatz | Vladimír Zedník   | Raymond Moore Onny Parun             | 6:4, 6:4                |
| 8.  | 5. Mai 1975        | München      | Sand      | Wojciech Fibak    | Milan Holeček Karl Meiler            | 7:5, 6:3                |
| 9.  | 26. Mai 1975       | Düsseldorf   | Sand      | François Jauffret | Harald Elschenbroich Hans Kary       | 6:2, 6:3                |
| 10. | 6. Oktober 1975    | Madrid (1)   | Sand      | Ilie Năstase      | Juan Gisbert Manuel Orantes          | 6:4, 3:6, 9:7           |
| 11. | 12. Juli 1976      | Kitzbühel    | Sand      | Jiří Hřebec       | Jürgen Faßbender Hans-Jürgen Pohmann | 6:7, 6:2, 6:4           |
| 12. | 5. April 1977      | Monte Carlo  | Sand      | François Jauffret | Wojciech Fibak Tom Okker             | 2:6, 6:3, 6:2           |
| 13. | 17. Oktober 1977   | Barcelona    | Sand      | Wojciech Fibak    | Bob Hewitt Frew McMillan             | 6:0, 6:4                |
| 14. | 17. Juli 1978      | Stuttgart    | Sand      | Tomáš Šmíd        | Carlos Kirmayr Belus Prajoux         | 6:3, 7:6                |
| 15. | 2. Oktober 1978    | Madrid (2)   | Sand      | Wojtek Fibak      | Pavel Složil Tomáš Šmíd              | 6:7, 6:1, 6:2           |
| 16. | 14. Mai 1979       | Hamburg (2)  | Sand      | Tomáš Šmíd        | Mark Edmondson John Marks            | 6:3, 6:1, 7:6           |
| 17. | 19. Juli 1982      | Hilversum    | Sand      | Tomáš Šmíd        | Balázs Taróczy Heinz Günthardt       | 7:6, 6:4                |

##### Challenger Tour
| Nr. | Datum           | Turnier    | Belag | Partner     | Finalgegner                   | Ergebnis      |
| --- | --------------- | ---------- | ----- | ----------- | ----------------------------- | ------------- |
| 1.  | 8. Juli 1974    | Düsseldorf | Sand  | Jiří Hřebec | Kenichi Hirai Toshiro Sakai   | 6:1, 6:4      |
| 2.  | 2. Februar 1982 | Nairobi    | Sand  | Drew Gitlin | Bernhard Pils Helmar Stiegler | 6:4, 3:6, 6:3 |

#### Finalteilnahmen
| Nr. | Datum             | Turnier         | Belag         | Partner           | Finalgegner                         | Ergebnis                |
| --- | ----------------- | --------------- | ------------- | ----------------- | ----------------------------------- | ----------------------- |
| 1.  | 12. Juli 1970     | Båstad          | Sand          | Željko Franulović | Dick Crealy Allan Stone             | 2:6, 6:2, 12:12 aufgg.  |
| 2.  | 23. August 1970   | Kitzbühel       | Sand          | Željko Franulović | John Alexander Phil Dent            | 8:10, 2:6, 4:6          |
| 3.  | 18. Oktober 1970  | Phoenix         | Hartplatz     | Charlie Pasarell  | Dick Crealy Ray Ruffels             | 6:7, 3:6                |
| 4.  | 8. November 1970  | Buenos Aires    | Sand          | Željko Franulović | Bob Carmichael Ray Ruffels          | 5:7, 2:6, 7:5, 7:6, 3:6 |
| 5.  | 1. März 1971      | Macon           | Teppich (i)   | Željko Franulović | Clark Graebner Thomaz Koch          | 3:6, 6:7                |
| 6.  | 19. April 1971    | Catania         | Sand          | Jan Kukal         | Pierre Barthès Pierre Jauffret      | 6:7, 6:2, 3:6           |
| 7.  | 14. August 1972   | Toronto (1)     | Sand          | Jan Kukal         | Ilie Năstase Ion Țiriac             | 6:7, 3:6                |
| 8.  | 16. Februar 1975  | Salisbury       | Teppich       | Roger Taylor      | Jimmy Connors Ilie Năstase          | 6:7, 2:6                |
| 9.  | 25. Mai 1975      | Hamburg         | Sand          | Wojciech Fibak    | Juan Gisbert Manuel Orantes         | 3:6, 6:7                |
| 10. | 17. August 1975   | Toronto (2)     | Sand          | Ilie Năstase      | Cliff Drysdale Raymond Moore        | 4:6, 6:7, 6:2, 1:6      |
| 11. | 29. Februar 1976  | Basel           | Hartplatz (i) | Jiří Hřebec       | Frew McMillan Tom Okker             | 4:6, 6:7, 4:6           |
| 12. | 23. Januar 1977   | Baltimore       | Teppich (i)   | Ross Case         | Ion Țiriac Guillermo Vilas          | 3:6, 7:6, 4:6           |
| 13. | 5. Juni 1977      | French Open     | Sand          | Wojciech Fibak    | Brian Gottfried Raúl Ramírez        | 6:7, 6:4, 3:6, 4:6      |
| 14. | 30. Oktober 1977  | Wien            | Teppich       | Wojciech Fibak    | Bob Hewitt Frew McMillan            | 4:6, 3:6                |
| 15. | 26. November 1977 | Oviedo          | Teppich (i)   | Raúl Ramírez      | Fred McNair Sherwood Stewart        | 3:6, 1:6                |
| 16. | 6. Februar 1978   | Springfield     | Teppich       | Marty Riessen     | Bob Lutz Stan Smith                 | 3:6, 3:6                |
| 17. | 23. April 1978    | Nizza           | Sand          | Tomáš Šmíd        | Patrice Dominguez François Jauffret | 4:6, 0:6                |
| 18. | 28. Mai 1978      | Rom             | Sand          | Tomáš Šmíd        | Víctor Pecci Belus Prajoux          | 7:6, 6:7, 1:6           |
| 19. | 1. Oktober 1978   | Aix-en-Provence | Sand          | Tomáš Šmíd        | Ion Țiriac Guillermo Vilas          | 6:7, 1:6                |
| 20. | 29. Juli 1979     | Hilversum (1)   | Sand          | Tomáš Šmíd        | Tom Okker Balázs Taróczy            | 1:6, 3:6                |
| 21. | 12. August 1979   | Indianapolis    | Sand          | Tomáš Šmíd        | Gene Mayer John McEnroe             | 4:6, 6:7                |
| 22. | 5. Oktober 1980   | Madrid          | Sand          | Balázs Taróczy    | Hans Gildemeister Andrés Gómez      | 6:3, 3:6, 8:10          |
| 23. | 2. November 1980  | Köln            | Teppich       | Tomáš Šmíd        | Bernard Mitton Andrew Pattison      | 4:6, 1:6                |
| 24. | 24. Juli 1983     | Hilversum (2)   | Sand          | Tomáš Šmíd        | Heinz Günthardt Balázs Taróczy      | 6:3, 2:6, 3:6           |